# Sharpsburg (Maryland)
Sharpsburg es un pueblo ubicado en el condado de Washington en el estado estadounidense de Maryland. En el Censo de 2010 tenía una población de 705 habitantes y una densidad poblacional de 1.163,26 personas por km².

## Geografía
Sharpsburg se encuentra ubicado en las coordenadas 39°27′27″N 77°44′58″O / 39.45750, -77.74944. Según la Oficina del Censo de los Estados Unidos, Sharpsburg tiene una superficie total de 0,61 km², de la cual 0,61 km² corresponden a tierra firme y (0 %) 0 km² es agua.

## Demografía
Según el censo de 2010, había 705 personas residiendo en Sharpsburg. La densidad de población era de 1.163,26 hab./km². De los 705 habitantes, Sharpsburg estaba compuesto por el 95,74 % blancos, el 0,43 % eran afroamericanos, el 0,14 % eran amerindios, el 0 % eran asiáticos, el 0 % eran isleños del Pacífico, el 0 % eran de otras razas y el 3,69 % pertenecían a dos o más razas. Del total de la población el 2,13 % eran hispanos o latinos de cualquier raza.